# Marte na ficção
As representações ficcionais de Marte têm sido populares desde há mais de um século. O interesse em Marte tem sido estimulado pela dramática cor do planeta: o vermelho; por especulações científicas sobre a possibilidade de suportar vida, e pela possibilidade de que Marte poderia ser colonizado por seres humanos no futuro. Quase tão popular como histórias sobre Marte são histórias sobre marcianos que exercem uma atividade (frequentemente invasões) próxima a seu planeta natal.
No século XX, voos espaciais reais para o planeta Marte, incluindo eventos seminais como o desembarque do primeiro dispositivo mecanizado de operar com sucesso em Marte em 1976 (no programa Viking), inspiraram um grande interesse na ficção relacionados com Marte. 

## Marte na ficção antes Mariner
Antes de a sonda Mariner 4 chegar a Marte em julho de 1965, e ter dissipado algumas das teorias mais exóticas sobre o planeta, a imagem convencional de Marte era moldada pelas observações dos astrônomos Giovanni Schiaparelli, Camille Flammarion e Percival Lowell. Flammarion assumiu a sua superfície vermelha veio de vegetação de cor vermelha, e Schiaparelli observaram o que ele levou para ser características lineares na face de Marte, que ele pensou poderia ser canais de água. Porque o italiano para canais é canali, traduções em inglês tendia a tornar a palavra como "canais", implicando a construção artificial. Livros de Lowell em Marte ampliou esse conceito de Canais de Marte, e um modelo padrão de Marte como um secagem, arrefecimento, morrendo mundo foi estabelecida. Era frequentemente Especula-se que antigos marcianos civilizações construíram obras de irrigação que se estendeu do planeta em uma tentativa de salvar seu mundo agonizante. Este conceito deu origem a um grande número de cenários de ficção científica.

### Rádio, cinema e televisão
A Trip to Mars é um filme mudo criado por Thomas Edison em 1910. Sua trama segue um cientista que descobre inverter a gravidade em seu laboratório. Ele, então, acidentalmente, aplica o pó para si mesmo e voa até Marte, onde ele faz descobertas absurdas antes de voltar para casa.
Marvin, o Marciano (1948) é um dos Looney Tunes personagens mais proeminentes ', um vilão de fala mansa, cuja missão ao longo de suas aparências é destruir a Terra porque "obstrui o seu ponto de vista de Venus ". Em um episódio 'marcianos imediata' aparecer, que se assemelham aves que não voam gigantes, que em outro episódio estão implícitas ser de Júpiter.
A segunda série dos britânicos programa de ficção científica de rádio Journey Into Space (1954-1955) lida com uma viagem a Marte eo que os astronautas encontrar lá.
O planeta vermelho irritado (1959) - Um horror de baixo orçamento / filme de ficção científica .
A série Flash Gordon para Marte mostra Marte sendo habitado por vida inteligente. Rainha Azura governa Marte e transforma aqueles que se opõem a em argila Men. No final da série, os homens de argila são restaurados.
Vários episódios de Space Patrol , uma série de televisão 1962 fantoche, tratada com Marte.
Robinson Crusoe on Mars (1964) - Um pastiche do clássico Daniel Defoe romance.
Papai Noel conquista os Marciano (1964) - Conhecido como um dos piores filmes já feitos , como tal, foi feita de diversão na série de TV Mystery Science Theater 3000 .
Thunderbirds Are GO (1966) - seguido a primeira missão tripulada a Marte a bordo do Zero-X . Esta é uma descrição notável, que mostra uma ideia pré-exploração de como Marte ficaria - rochosa e desértica. O encontro tripulação "cobras de rock", que pode viver sem água.
Em Capitão Escarlate , uma agência de segurança global, Spectrum, combate os Mysterons, uma espécie alienígena anteriormente baseados em Marte que evacuaram o planeta vários milênios atrás e tem a capacidade de "retro-metabolizar 'falecido matéria orgânica.
The Twilight Zone contou com vários episódios que se concentravam em Marte e / ou marcianos incluindo Será que a Martian real Por favor Stand Up , pessoas iguais All Over , e Mr. Dingle, o Forte .

## Marte na ficção após Mariner

### Cinema e televisão
Twilight Zone (1959) - Marte: uma tentativa de colonização da Terra. Um marciano se infiltra em um grupo de humanos. Ele é humanoide com um terceiro braço. No entanto, a colonização é impedido pelos venusianos de já ter criado uma colônia.
Total Recall (1990) - Vagamente baseado em um Philip K. Dick conto "We Can Remember It for You Wholesale". O protagonista ( Arnold Schwarzenegger viagem deve) a Marte, a fim de descobrir seu passado. Marte é mostrado como sendo anteriormente habitada por uma antiga raça de alienígenas que criou uma máquina para produzir um respirável atmosfera e mais tarde terraformação do planeta.
Kidō Senkan Nadeshiko - Os colonos marcianos são atacados pelas descendentes dos colonos lunares exilados.
Rocketman (1997) - Um filme de comédia sobre um programador de computador maluco que é recrutado pela NASA para viajar para Marte.
Mission to Mars (2000) - A ficção científica thriller de aventura sobre uma missão de resgate da primeira missão tripulada a Marte , que encontrou um desastre catastrófico e misterioso.
Red Planet (2000) - Um grupo de astronautas tentar fazer Mars adequado para a vida humana. Nenhuma relação com o Robert A. Heinlein romance de mesmo título.
Ghosts of Mars (2001) - Diretor John Carpenter utiliza o planeta como um cenário de ficção científica para uma refilmagem do seu anterior Assault on Precinct 13 .
Um episódio de Transformers: Armada (2003) - , intitulado "Marte", apresenta alguns dos transformadores que visitam o planeta em um esforço para localizar um Mini-Con.
Stranded: Náufragos (2004) - thriller de aventura sobre a tripulação da primeira missão tripulada a Marte ficar encalhado na superfície. Baseado em um roteiro pela observou Espanhol sci-fi escritor Juan Miguel Aguilera .
Odisseia no Espaço: Viagem aos planetas (2004) - Uma série de estilo documentário sobre a viagem científica pela tripulação da nave interplanetária Pegasus . Marte foi um dos primeiros planetas visitados, e a tripulação permaneceu na superfície por algum tempo, encontrar água e experimentar uma enorme tempestade de poeira.
Perdição (2005) - mal com base na terceira parcela da desgraça série de jogos de computador , um grupo de Marines são enviados para o planeta vermelho através de um portal de Marte antigo chamado a Arca de lidar com um surto de um vírus mutagênico.
Race to Mars (2007) - uma minissérie produzida em 2007 pelo Discovery Channel Canadá.
Mars Needs Moms (2011) - um filme de animação produzido por Robert Zemeckis.
Princess of Mars (2009) - Um filme diretamente em vídeo produzido pelo estúdio independente The Asylum, baseado em A Princess of Mars, de Edgar Rice Burroughs, estrelado por Antonio Sabato Jr. como John Carter e Traci Lords como Dejah Thoris.
John Carter (2012) - Um a Disney -produced releitura das John Carter histórias de Edgar Rice Burroughs .
Os Últimos Dias em Marte (2013) - da ficção científica e terror que descreve uma pequena base de pesquisa / exploração nos 2040s que descobre um parasita-patógeno devastadora
A Grande Guerra marciano 1913-1917 (2013) - um mockumentary sobre uma invasão de marcianos, inspirado no clássico de HG Wells e da Grande Guerra
Aldnoah.Zero (2014-15) - Os colonos marcianos declararam independência como uma monarquia feudal e teve duas guerras com Terra.
Perdido em Marte (2015) - baseado no livro por Andy Weir.